# 마치다 야마토
마치다 야마토(일본어: 町田 也真人, 1989년 12월 19일 ~ )는 일본의 축구 선수이다.

## 구단 경력
그는 2012년부터 J리그의 제프 유나이티드 지바, 마쓰모토 야마가 FC, 오이타 트리니타에서 뛰었다.